# Fio show
Fio show glazbeno-zabavna je emisija na Otvorenoj televiziji - OTV, koju uređuju i vode otac i sin – Ivan Fiolić Fio i Martin Fiolić
Emitira se svake nedjelje od 20 do 23 sata na Otvorenoj televiziji - OTV i na nizu lokalnih hrvatskih televizija kao što su: Mreža televizija Zagreb, Mreža TV Split, Diadora TV Zadar, Varaždinska tv. Povodom 10. godina emisije “Fio show” se od 2019. godine snima u većem studiju u koji dolaze glazbeni i drugi gosti i kulturno-umjetnička društva. Od tada se emisija istovremeno prenositi i na Facebook stranici emisije “Fio show”. Emisija je više puta organizirala koncerte u Koncertnoj dvorani Vatroslava Lisinskog u Zagrebu. U sklopu manifestacije “Ljeto u Mariji Bistrici” proslavit će se 1000. emisija Fio show-a 2. lipnja 2024. godine.